# 向阳乡 (桓仁县)
向阳乡，是中华人民共和国辽宁省本溪市桓仁满族自治县下辖的一个乡镇级行政单位。

## 行政区划
向阳乡下辖以下地区：
北岔村、向阳村、双合村、回龙山村、爬宝村和和平村。